# Ziemioryjkowate

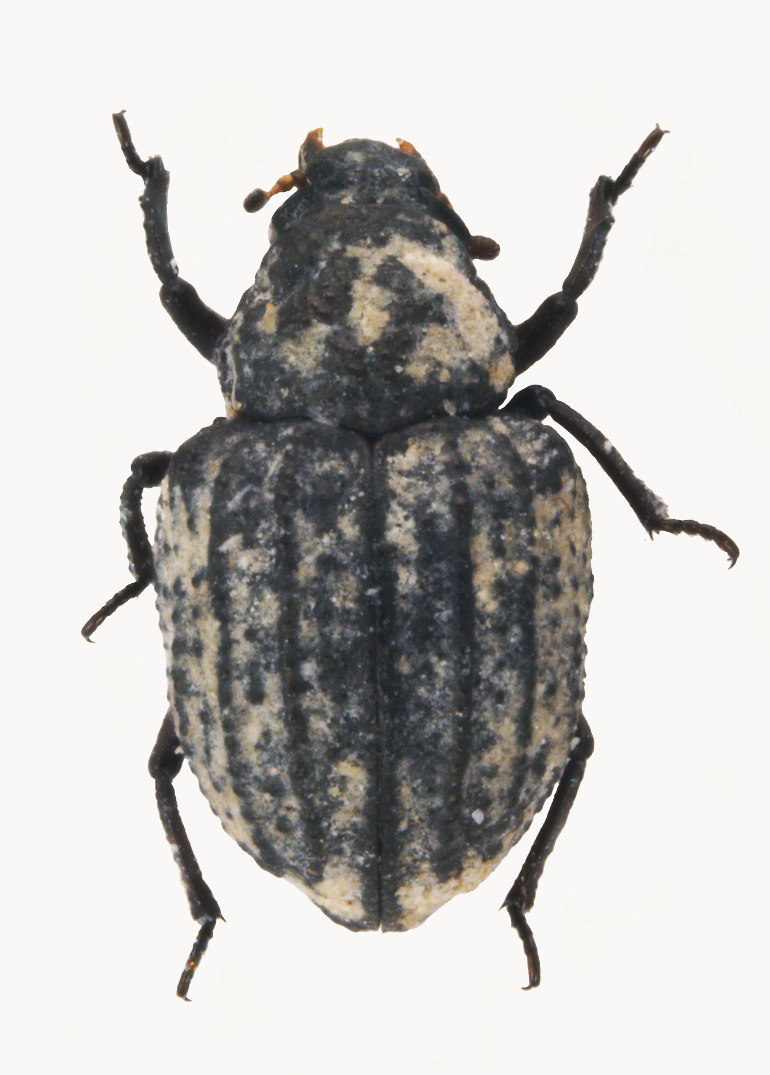
Georissus costatus

Ziemioryjkowate (Georissidae) – rodzina chrząszczy z podrzędu wielożernych i nadrodziny kałużnicokształtnych. Rozmieszczona kosmopolitycznie. Obejmuje dwa rodzaje i ponad 80 opisanych gatunków. Zasiedlają pobrzeża wód i wilgotną ściółkę lasów równikowych.

## Morfologia
Chrząszcze o krótkim, szerokim, silnie wysklepionym ciele. Długość gatunków współczesnych nie przekracza 2,2 mm, natomiast znane są formy kopalne osiągające 4,7 mm długości samych pokryw. Powierzchnia głowy i przedplecza w całości lub tylko miejscami pokryta jest ziarenkowaniem w postaci guzków zaopatrzonych na szczycie w sensillum. Na spodzie ciała brak jest włosków hydrofobowych. Głowa jest ku dołowi odgięta, o małych, nieco wyłupiastych oczach, od góry częściowo nakryta półkowatym płatem przedniego brzegu przedplecza. Tarczka jest słabo widoczna. Pokrywy mają od ośmiu do dziesięciu silnie punktowanych rzędów, a międzyrzędy często są żeberkowato wyniesione lub opatrzone guzkami; nie występują rządki przytarczkowe. Odnóża pozbawione są włosków pływnych i mają cztero- lub pięcioczłonowe stopy. Odwłok ma pięć widocznych sternitów (od trzeciego do siódmego).

## Ekologia i występowanie
Owady te zasiedlają pobrzeża strumieni, potoków i rzek, rzadziej wód stojących czy okresowych oraz słonawiska, a niekiedy ściółkę wilgotnych lasów równikowych. Owady dorosłe żerują na martwej materii organicznej i glonach. Larwy żyją w jamkach w gliniasto-piaszczystym podłożu. Są drapieżnikami polującymi na drobne bezkręgowce.
Rodzina kosmopolityczna, znana ze wszystkich krain zoogeograficznych. W krainie palearktycznej stwierdzono 19 gatunków, z których tylko Georissus crenulatus wykazano z Polski.

## Taksonomia i ewolucja
Rodzina ta wprowadzona została w 1840 roku przez François Louisa Laporte’a de Castelnau pod nazwą Géorissites. Bywa też traktowana jako podrodzina w obrębie kałużnicowatych. Obejmuje ponad 80 opisanych gatunków zgrupowanych w dwóch rodzajach:
- ✝Georissites Ponomarenko, 2008
- Georissus Latreille, 1809 – ziemioryjek

Zapis kopalny Georissites pochodzi z kredy górnej i eocenu, natomiast Georissus znany jest od miocenu.
Historycznie krewnych ziemioryjkowatych upatrywano wśród dzierożnicowatych, osuszkowatych, otrupkowatych, wymiecinkowatych czy podrywkowatych, a w skład tej rodziny włączano nawet Lepiceridae (współcześnie umieszczane w innym podrzędzie). Do kałużnicokształtnych włączył ziemioryjkowate jako pierwszy Roy Albert Crowson w 1950 roku. Wyniki współczesnych analiz filogenetycznych najczęściej jako ich najbliższych krewnych wskazują oguzkowate lub Epimetopidae.